# 포르노그래픽 어페어
포르노그래픽 어페어(Une Liaison Pornographique, A Pornographic Affair)는 프랑스에서 제작된 프레더릭 폰테인 감독의 1999년 드라마, 멜로/로맨스 영화이다. 나탈리 베이 등이 주연으로 출연하였다.

## 출연

### 주연
- 나탈리 베이
- 세르지 로페즈